# Les Préaux
 Les Préaux  là một xã thuộc tỉnh Eure trong vùng Normandie miền bắc nước Pháp.